# Гуле-Надон, Амели
Амели Гуле-Надон (фр. Amélie Goulet-Nadon; 24 января 1983 года в Лавале, провинция Квебек) — канадская конькобежка, специализирующаяся в шорт-треке. Бронзовый призёр Олимпийских игр 2002 года в эстафете. Неоднократный призёр чемпионатов мира.

## Биография
Амели Гуле-Надон очень хорошо училась в школе, много времени уделяла спорту и следила за успехами многих известных спортсменов, это её мотивировало, а с 12 лет стала заниматься шорт-треком. Она тренировалась под руководством Ги Тибо и Андре Гильметта. В 1999 году стала трижды призёром Канадских игр в Корнер-Брук и впервые выступила на юниорском чемпионате мира, где лучшим результатом стал выход в полуфинал на 1500 метров. В 2000 году она вошла в состав национальной сборной и тогда же вновь выступила на мировом юниорском первенстве, но не прошла даже предварительные забеги. В январе 2000 года Амели дебютировала в Кубке мира и вышла в полуфинал на 1000 метров. В марте вместе с командой заняла 4 место на командном чемпионате мира в Гааге.
Первую свою награду она получила в 2001 году на чемпионате мира среди команд в японском Минамимаки, где выиграла бронзу. Следующий год стал для Гуле-Надон бронзовым. Сначала она получила бронзу в эстафете на Олимпийских играх в Солт-Лейк-Сити, через месяц на командном чемпионате мира в Милуоки в команде и ещё через неделю на чемпионате мира в Монреале выиграла две бронзы на 1500 метров и в эстафете. В общем зачёте стала пятой.
В сезоне 2002/03 года Амели впервые поднялась на подиумы в Кубке мира. На дистанциях 500, 1500 и 3000 метров она трижды была в призах, а на 1000 метров — дважды. В общей сложности 4 раза были победы. В многоборье Кубок мира закончила второй. На чемпионате мира в Варшаве взяла два серебра, сначала на дистанции 500 метров, а потом и в эстафете. В общем зачёте стала вновь пятой. В том же году её признали конькобежцем года Канады.
В сезоне 2003/04 годов на кубке мира Амели восемь раз поднималась на подиумы из пяти прошедших этапов. Чемпионат мира в Гётеборге сложился неудачно, в многоборье заняла 8 место. А в эстафете не участвовала, так как две спортсменки сборной упали и получили травмы, поэтому Канада снялась с финала.
Летом 2004 года у Амели Гуле-Надон начались трудности с двигательными паттернами мышц. Однако несмотря на эти проблемы выступала на первом этапе Кубка мира сезона 2004/05 годов и поднялась на подиум. Затем взяла перерыв от тренировок, надеясь, что мышцы восстановятся. В течение нескольких месяцев она страдала от необъяснимой потери контроля над мышцами и была вынуждена уйти из шорт трека в возрасте 23 лет. С тех пор Амели начала помогать другим, а сама продолжала соревноваться в триатлоне и в марафонском беге. В 2006 году закончила курсы натуропатии, а в 2008 году она открыла свой клуб обучения натуропатии.

## Награды
- 1998 год — внесена в зал Славы Лаваля[4]
- 2002 год — награждена медалью с отличием городского Совета Лаваля
- 2003 год — признана конькобежцем года Канады